# Koripallon miesten SM-sarjakausi 1961
La Koripallon miesten SM-sarjakausi 1961 è stata la 21ª edizione del massimo campionato finlandese di pallacanestro maschile. La vittoria finale è stata ad appannaggio dell'Hels. Kisa-Toverit.

## Risultati

### Stagione regolare
|     | Squadra             | G  | V  | P  | PF   | PS   | Pt. | Qualificazione |
| --- | ------------------- | -- | -- | -- | ---- | ---- | --- | -------------- |
| 1.  | Hels. Kisa-Toverit  | 22 | 20 | 2  | 1592 | 1253 | 40  |                |
| 2.  | KTP-Basket          | 22 | 17 | 5  | 1573 | 1276 | 34  |                |
| 3.  | ToPo Helsinki       | 22 | 17 | 5  | 1381 | 1197 | 34  |                |
| 4.  | Turun Riento        | 22 | 14 | 8  | 1479 | 1346 | 28  |                |
| 5.  | Namika Lahti        | 22 | 14 | 8  | 1406 | 1315 | 28  |                |
| 6.  | Pantterit           | 22 | 12 | 10 | 1458 | 1394 | 24  |                |
| 7.  | Helsingin NMKY      | 22 | 11 | 11 | 1415 | 1322 | 22  |                |
| 8.  | Työväen Maila-Pojat | 22 | 10 | 12 | 1516 | 1437 | 20  |                |
| 9.  | Tampereen Pyrintö   | 22 | 10 | 12 | 1340 | 1332 | 20  |                |
| 10. | Kouvolan NMKY       | 22 | 4  | 18 | 1116 | 1553 | 8   | retrocesse     |
| 11. | Tampereen Kiertäjät | 22 | 2  | 20 | 1248 | 1462 | 4   | retrocesse     |
| 12. | Helsingin Ilves     | 22 | 1  | 21 | 1189 | 1597 | 2   | retrocesse     |

| Koripallon miesten SM-sarjakausi 1961 |
| ------------------------------------- |
| Hels. Kisa-Toverit 1º titolo          |

## Formazione vincitrice
| N° | Naz.                 | Ruolo | Sportivo           |  | Alt. |  |
| -- | -------------------- | ----- | ------------------ |  | ---- |  |
|    | Finlandia (bandiera) |       | Matti Räty         |  |      |  |
|    | Finlandia (bandiera) |       | Jaakko Manssila    |  |      |  |
|    | Finlandia (bandiera) |       | Martti Liimo       |  | 193  |  |
|    | Finlandia (bandiera) |       | Kari Liimo         |  | 200  |  |
|    | Finlandia (bandiera) |       | Raimo Vartia       |  | 184  |  |
|    | Finlandia (bandiera) |       | Jorma Neva-aho     |  |      |  |
|    | Finlandia (bandiera) |       | Teijo Finneman     |  | 183  |  |
|    | Finlandia (bandiera) |       | Kari Nyqvist       |  |      |  |
|    | Finlandia (bandiera) |       | Erkki Ruotsalainen |  |      |  |
|    | Finlandia (bandiera) |       | Matti Köli         |  | 196  |  |
|    | Finlandia (bandiera) |       | Pertti Risku       |  |      |  |
|    | Finlandia (bandiera) |       | Heikki Lehtinen    |  |      |  |
|    | Finlandia (bandiera) |       | Kalevi Kääriäinen  |  |      |  |
|    | Finlandia (bandiera) | All.  |                    |  |      |  |